# Army United FC
Army United FC (Thai: สโมสรฟุตบอลอาร์มี่ ยูไนเต็ต) is een Thaise voetbalclub uit de Thaise hoofdstad Bangkok. Ze spelen in de hoogste divisie van Thailand, namelijk de Thai Premier League. Ze spelen in het Thai Army Sports Stadium. Tot november 2010 was Army United bekend als Royal Thai Army.

## Palmares
- Thai Division 1 League: 1

2004

## Bekende (oud-)spelers
- Anmar Almubaraki
- Camara Aly
- Adnan Barakat
- Bamrung Boonprom
- Zdenko Kaprálik
- Keerati Keawsombat
- Melvin de Leeuw
- Moussa Sylla